# 原傑
原傑（1417年—1477年），字子英，山西澤州陽城縣人，明朝政治人物。正統乙丑進士，成化間官至南京兵部尚書。

## 生平
正統十年（1445年）乙丑科進士，授南京監察御史，改北京御史，巡按江西、順天府等地，期間治理盜亂、水災、賑災饑荒。升爲江西按察使、山東左布政使。成化二年（1466年），以都察院右副都御史、巡撫山東。擢戶部左侍郎。懲罰豪強藩王斂財，隨後改左副都御史。成化十二年（1476年），出任巡撫荊、襄等地，解除流民饑荒盜亂等事，政績卓然。因功升爲右都御史。陞南京兵部尚書，其疏辭。不許。卒於南陽。鄖、襄民為立祠，詔贈太子太保。

## 佚事
《清稗類鈔》載其少年讀書開悟之事。

## 家族
曾祖原世吉。祖父原仲和。父原彥明。